# Positiv tilbagekobling
Positiv tilbagekobling eller medkobling er en form for tilbagekobling, hvor systemet besvarer en (f.eks. lille) påvirkning ved at sætte en (f.eks. eksponentiel) stigende aktivitet i gang. Da processen medvirker til at noget løber løbsk, virker den destabiliserende på systemet.
En lavine er et eksempel på positiv tilbagekobling – et andet er aktiehandleres accelererende salg af aktier, som f.eks. ledte til Wall Street-krakket.